# Brasão de Itumbiara
O brasão de Itumbiara é um dos símbolos que representa o município brasileiro supracitado, localizado no interior do estado de Goiás.
O listel vermelho, acima, traz a inscrição Itumbiara e, abaixo, as datas 1824 – 1909; período desde a Fundação à Emancipação Política. A estrela prateada representa uma das denominações da cidade: estrela do sul. As bandeiras laterais e o sol dentro do círculo oval representam as metas e projetos do município. Ainda dentro do círculo oval está desenhada a Ponte Affonso Penna, uma das principais atrações da cidade, com um peixe de uma espécie muito comum nas águas do Rio Paranaíba. A haste de cana-de-açúcar (à direita do brasão) e a de milho verde (à esquerda) representam importantes atividades econômicas da área da agricultura.